# 찰스 기토
찰스 줄리어스 기토(영어: Charles Julius Guiteau, 1841년 9월 8일~1882년 6월 30일)는 미국의 살인범이다. 그는 미국의 대통령 제임스 A. 가필드를 암살한 범인이다.

## 대통령 저격
1881년 7월 2일 돈으로 공직을 사려다 좌절된 찰스 기토는 가필드 대통령이 모교 윌리엄스 대학을 방문한다는 소식을 듣고 모교 윌리엄스 대학에서 가필드를 총으로 쐈고 찰스 기토는 그 자리에서 잡혔다. 체포되어 재판을 받은 기토는 사형이 선고되어 40세의 나이로 처형되었고 가필드 대통령은 고통스럽게 80일을 버티다가 9월 19일 죽었다.

## 사후
처형된 뒤 기토의 시체는 해부 실험용으로 의사들에게 보내졌고 두개골은 워싱턴 의학 박물관에 전시되었다. 도난사고가 발생한 직후 다시 발견되지 않았다.

## 같이 보기
- 존 윌크스 부스
- 리언 촐고츠
- 리 하비 오스월드